# Dayr Mawās
Dayr Mawās är en ort i Egypten. Den ligger i guvernementet al-Minya, i den centrala delen av landet, 270 km söder om huvudstaden Kairo. Dayr Mawās ligger 48 meter över havet och folkmängden uppgår till cirka 50 000 invånare.

## Geografi
Terrängen runt Dayr Mawās är huvudsakligen platt, men åt nordost är den kuperad. Terrängen runt Dayr Mawās sluttar västerut. Runt Dayr Mawās är det mycket tätbefolkat, med 2 181 invånare per kvadratkilometer. Närmaste större samhälle är Mallawī, 10,0 km norr om Dayr Mawās. Trakten runt Dayr Mawās består till största delen av jordbruksmark.